# The palms of Madagascar
The Palms of Madagascar (abreviado Palms Madagascar) es un libro con ilustraciones y descripciones botánicas que fue escrito conjuntamente por John Dransfield & Henk Jaap Beentje y con ilustraciones de Margaret Tebbs y Rosemary Wise. Fue publicado en el año 1995 editado por el  Royal Botanic Gardens, Kew.